# 록시 뮤직
록시 뮤직(영어: Roxy Music)은 1970년 브라이언 페리 (보컬/키보드/주요 작곡가)와 그레이엄 심슨 (베이스)에 의해 결성된 영국의 록 밴드이다. 1972년 초 첫 음반을 녹음할 당시, 페리와 심슨은 앤디 매케이 (색소폰/오보에), 필 만자네라 (기타), 폴 톰슨 (드럼), 그리고 브라이언 이노 (신시사이저)와 함께 활동하고 있었다. 심슨은 1972년 중반 밴드를 떠났으며, 이후 밴드의 베이스 자리는 불안정한 상태가 되었다. 브라이언 이노는 1973년 중반 에디 좁슨 (신시사이저/키보드/바이올린)으로 교체되었다. 1980년까지 밴드는 페리, 매케이, 만자네라의 3인 핵심 멤버로 축소되었으며, 다양한 세션 뮤지션들이 지원하였다.
1970년대에 첫 음반 발매와 함께 록시 뮤직은 유럽과 오스트레일리아에서 성공적인 활동을 시작했다. 이 밴드는 글램 록의 보다 음악적으로 정교한 요소들을 개척하였으며, 초기 영국 펑크 록에 큰 영향을 미쳤다. 또한 전자 음악 작곡 요소들을 혁신하면서 많은 뉴 웨이브 밴드들에게 모델이 되었다. 밴드는 화려한 패션에 중점을 두어 자신들만의 독특한 시각적·음악적 세련미를 전달하기도 하였다.
록시 뮤직은 1976년에 해체되었다가 1978년에 재결성되었으며, 1983년에 다시 해체되었다. 그들의 마지막 스튜디오 음반은 1982년작 《Avalon》으로, 미국에서 플래티넘 인증을 받았다. 밴드는 미국에서 처음 10년간 중간 정도의 성공을 거둔 컬트 밴드로 활동했다. 2001년에는 페리, 매케이, 만자네라, 톰슨이 다시 모여 콘서트 투어를 진행했으며, 이후 간헐적으로 함께 투어를 이어가고 있는데, 가장 최근에는 2022년 첫 음반 발매 50주년을 기념하여 투어를 진행했다.
밴드 활동 외에도 페리와 이노는 영향력 있는 솔로 경력을 쌓았다. 페리는 솔로 활동 중에도 종종 록시 뮤직 멤버들을 세션 뮤지션으로 기용했으며, 이노는 20세기 후반 가장 중요한 영국의 음반 프로듀서 중 한 명이 되었다. 2019년 록시 뮤직은 로큰롤 명예의 전당에 헌액되었다.

## 음반 목록

### 정규
- 《Roxy Music》 (1972)
- 《For Your Pleasure》 (1973)
- 《Stranded》 (1973)
- 《Country Life》 (1974)
- 《Siren》 (1975)
- 《Manifesto》 (1979)
- 《Flesh and Blood》 (1980)
- 《Avalon》 (1982)